# Логофет стратиотиков
Логофеты армии или стратиотиков (греч. λογοθέτης τοῦ στρατιωτικού) — категория чиновников-логофетов Византийской империи, отвечавших за армейскую отчётность и выплату жалования солдатам и офицерам.
Должность армейских логофетов восходит к лат. rationalis aerarii militaris Римской империи. Также этот логофет соответствовал римскому procurator castrensis, управлявшему императорским дворцом и выплату содержания дворцовой страже. Уже в VI веке, при Юстиниане I, эти агенты были прикомандированы к армии от офиса префекта претория. Их обязанности можно понять из описания Прокопия Кесарийского в «Тайной истории» — на основании имевшихся списков, они выплачивали солдатам полагавшееся им содержание.
По вопросу о времени возникновения военной логофесии как отдельного ведомства существуют две основные гипотезы. По мнению Ф. Успенского, Г. Острогорского и других, оно возникло при императоре Ираклии (610—641) и существовало уже к 627 году, то есть ко времени первого упоминания фем. В противоположность этому, сторонники теории о том, что возникновение фемного строя было сложным и длительным процессом, относят появление рассматриваемого института к концу VII века. Таким образом, выделение в 680 году логофетов армии в специальную организационную структуру, которой перешли функции упразднённых префектур претория в части управления армией, стало завершением длительного процесса замены устаревших позднеантичных институтов. Вероятно, в этот период появилась специальная часть бюджета, которой они управляли.
Значение должности достигло максимума в X веке, когда в их ведение помимо прочего вошли постройка крепостей и мостов. Структура офиса логофета стратиотиков для этого периода известна из трактата «О церемониях», согласно которому в подчинении армейского логофета были следующие чиновники:
- Хартуларий[англ.] секретона (χαρτουλάριοι τοῦ σεκρέτου);
- Хартуларии фематы (χαρτουλάριοι τῶν θεμάτων) и тагматы (τῶν ταγμάτων), надзиравшие за финансовыми делами фемного войска и императорских тагм;
- Некоторое количество легатариев (λεγατάριοι), чьи обязанности точно не известны [5];
- Оптионы (ὀπτίονες, от лат. optio), непосредственно выплачивавшие деньги войскам;
- Протоканкелларий (πρωτοκαγκελλάριος) и, очевидно, какое-то число канкеллариев;
- Какое-то количество мандаторов[англ.] (μανδάτορες), «посыльных».

Согласно тому же источнику, логофет стратиотиков занимал 35 место в придворной табели о рангах. Это высокое звание давало право участия в императорских торжественных обедах.
После административных реформ Алексея I Комнина, желавшего более строго контролировать управление финансами империи. Тексты XII века не упоминают об армейских логофетах, что, вероятно, означает исчезновение этой должности. Однако она существовала в Никейской империи и при Палеологах.
На основании просопографических и сигиллографических данных известно 23 человека, возглавлявших ведомство военного логофета. В первой половине XI века логофетом стратиотиков был будущий император Михаил VI Стратиотик.